# Anaplectes rubriceps
Anaplectes rubriceps là một loài chim trong họ Ploceidae.

## Phân loài
Có 3 phân loài được ghi nhận,
- A. r. leuconotos (J. W. von Müller, 1851) – West Africa to northern Malawi
- A. r. jubaensis van Someren, 1920 – Southern Somalia and northern Kenya
- A. r. rubriceps (Sundevall, 1850) – Southern Africa

A. r. gurneyi from Caconda, Angola, a synonym of the above

## Hình ảnh

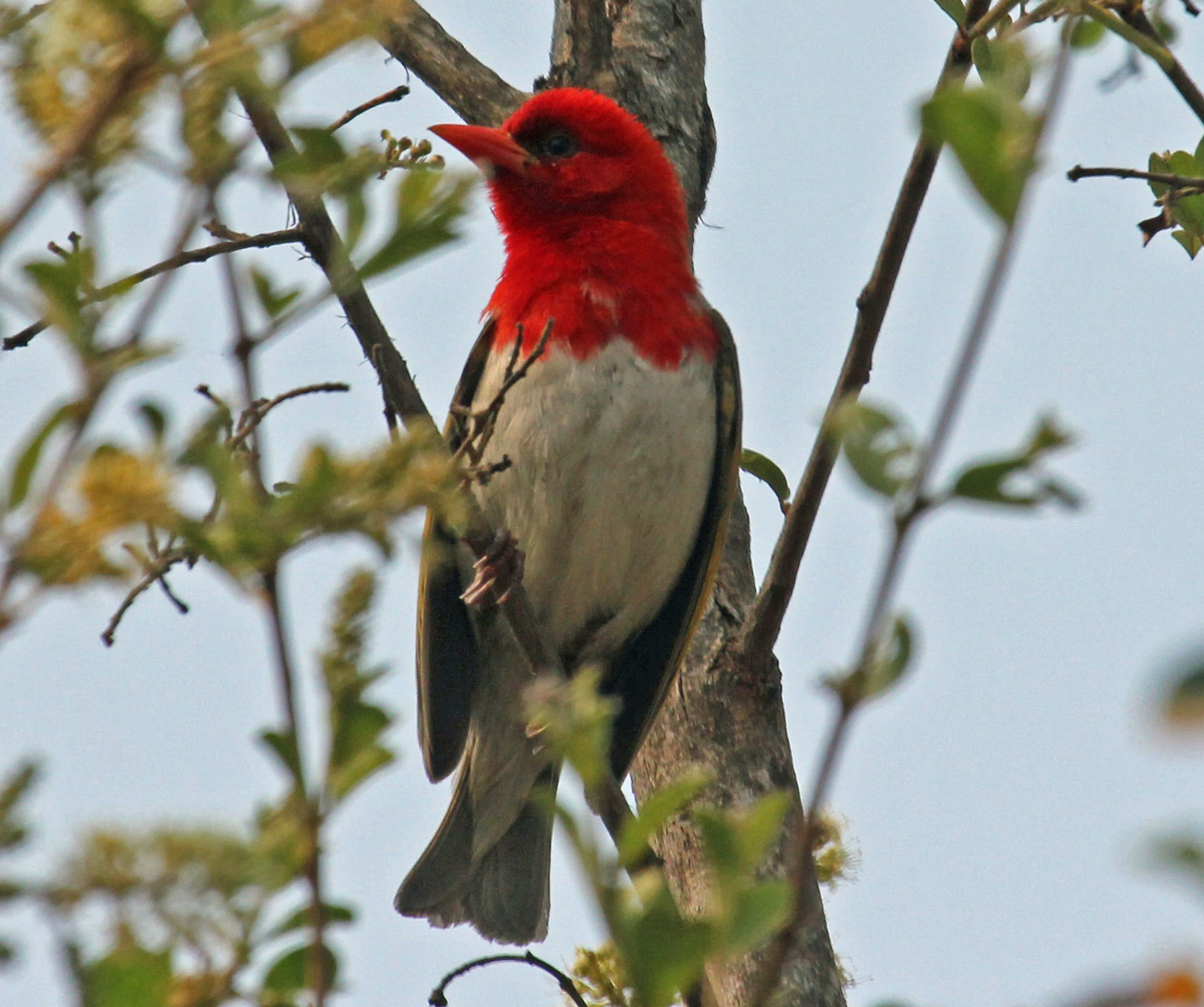
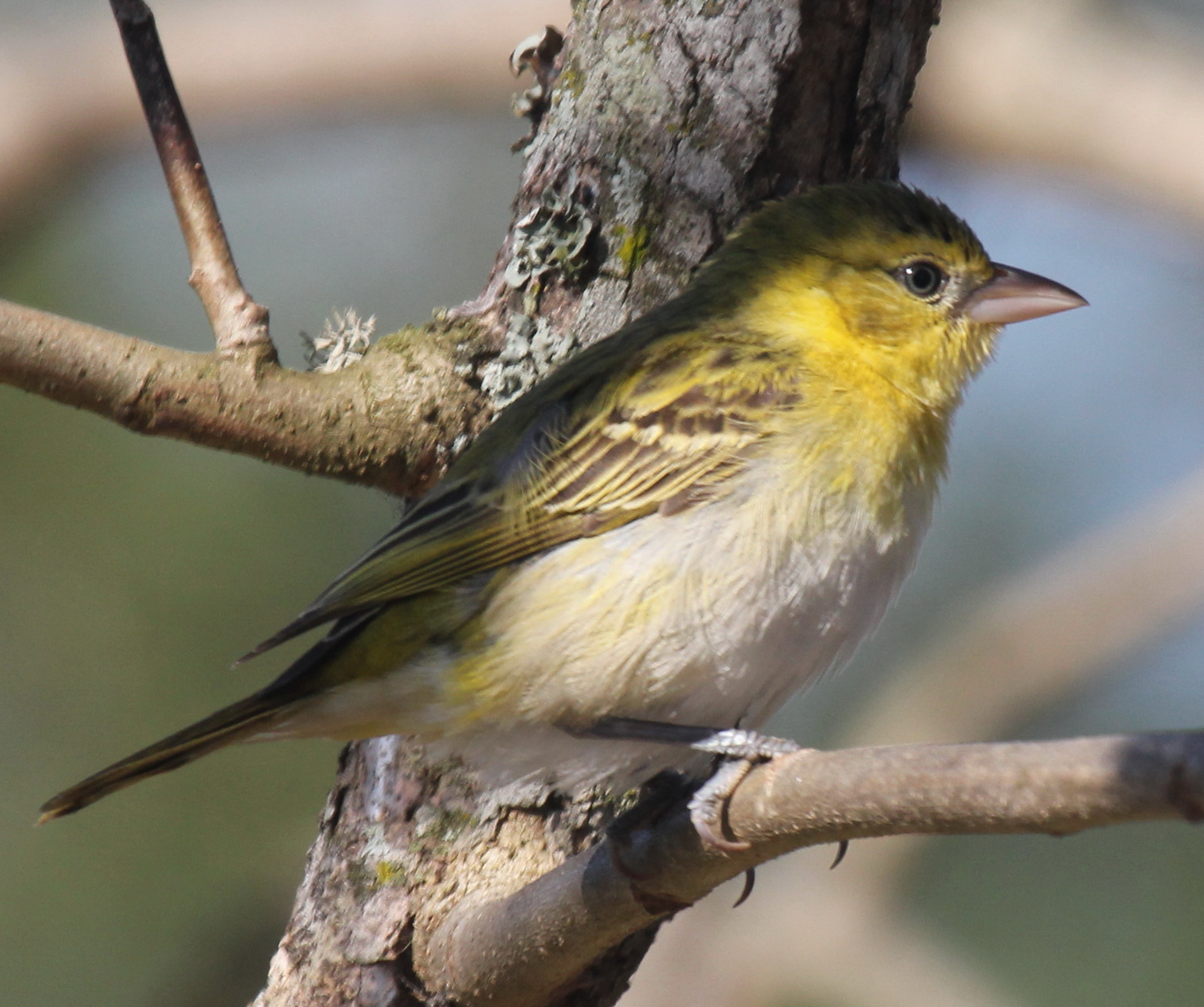